# Carlos Guinand Sandoz
Carlos Guinand Sandoz es uno de los arquitectos más importantes en la Venezuela del siglo XX. Pertenece al grupo de arquitectos formados en Europa encargados de modernizar la ciudad de Caracas. Su estilo es predominantemente art decó.

## Biografía
Nace en Caracas el 17 de julio de 1889 descendiente de una familia suiza establecida en Venezuela a mediados del siglo XIX y dedicada a la importación de maquinaria y equipos industriales. Realiza estudios de primaria y secundaria en el Colegio Alemán de Caracas y en La Chaux-de-Fonds, en Suiza. Cursa sus estudios superiores en el Technische 
Facultad de Arquitectura y Urbanismo de la Universidad Central de Venezuela. Dos años más tarde preside la compañía Guinand y Brillenbourg C. A. En 1961 es nombrado presidente del Consejo Consultivo del proyecto "Parque del Este", cargo que asume con gran entusiasmo, teniendo gran significación en su vida personal y profesional, pero al cual el renuncia dos años más tarde, momento en el que un disgusto le ocasiona un infarto, a consecuencia del cual fallece el 4 de mayo de 1963, a la edad de 73 años, en el mismo parque.

## Obras
En su arquitectura se observa la utilización de formas neocoloniales y art decó en el diseño de casas particulares, mientras que sus edificios públicos tienen rasgos de clasicismo y art decó, con fuertes acentos volumétricos y axiales. Con el tiempo evoluciona hacia el modernismo, con el cual se desprende de las soluciones simétricas. A pesar de haber iniciado su actividad en Venezuela en la época de la Primera Guerra Mundial, pertenece al grupo de arquitectos que "abrieron el camino" de la arquitectura moderna en el país junto a figuras como Carlos Raúl Villanueva, Manuel Mujica Millán y Luis Malaussena.
Dentro de sus proyectos más destacados se encuentran (todos en Caracas) el Ministerio de Fomento (1934-1935, actualmente Ministerio de Relaciones Interiores), el Club Alemán (1935), el Sanatorio Antituberculoso (1939), el Teatro Boyacá (1940, demolido en 1969), la Casa Atapaima, el Observatorio Cagigal (1954-1956), las capillas del Colegio San José de Tarbes (1957-1961) y el Planetario Humboldt (1959-1961, ubicado en el Parque del Este), así como el Hospital Civil de Maracay.

## Galería
| Obras de Carlos Guinand Sandoz |  |
|                                |  |